# Olešnička
Olešnička je malý potok v okrese Děčín v Ústeckém kraji. Protéká třemi vesnicemi, jsou to Huntířov, Stará Oleška a Janská. Je dlouhý cca 8 km a plocha povodí je 9,5 km². Tok se orientuje převážně severovýchodním směrem a je levostranným přítokem říčky Kamenice.

## Průběh toku
Pramení na západním kraji obce Huntířov v nadmořské výšce 406 m. O čtvrt kilometru dále podtéká silnicí I/13 (Děčín–Liberec) a dostává se do zástavby Huntířova. Po kilometru ji opouští a zhruba dva kilometry protéká luční krajinou. Na konci tohoto úseku se trochu zvýší spád Olešničky, která se zároveň meandrem vyhne bezejmennému vrchu. Nyní se objevuje v obci Stará Oleška. Bezprostředně po jejím opuštění se vlévá do Olešského rybníka, jehož západní polovina, v místech vtoku Olešničky, je součástí přírodní rezervace Stará Oleška. 
Pod hrází Olešského rybníka se nachází rybník Malá Oleška sloužící pro vyrovnání průtoku. Dále potok protéká malebným kaňonem a podél jeho dna prochází žlutá turistická stezka (Stará Oleška–Janská). Stěny se tyčí až do výšky 50 metrů a vystupují z nich pískovcové skalní útvary (drtivá většina povodí se nachází v CHKO Labské pískovce). Na konci údolí se Olešnička obci Janská vlévá do říčky Kamenice v nadmořské výšce 226 m jako její levostranný přítok.

## Fotogalerie

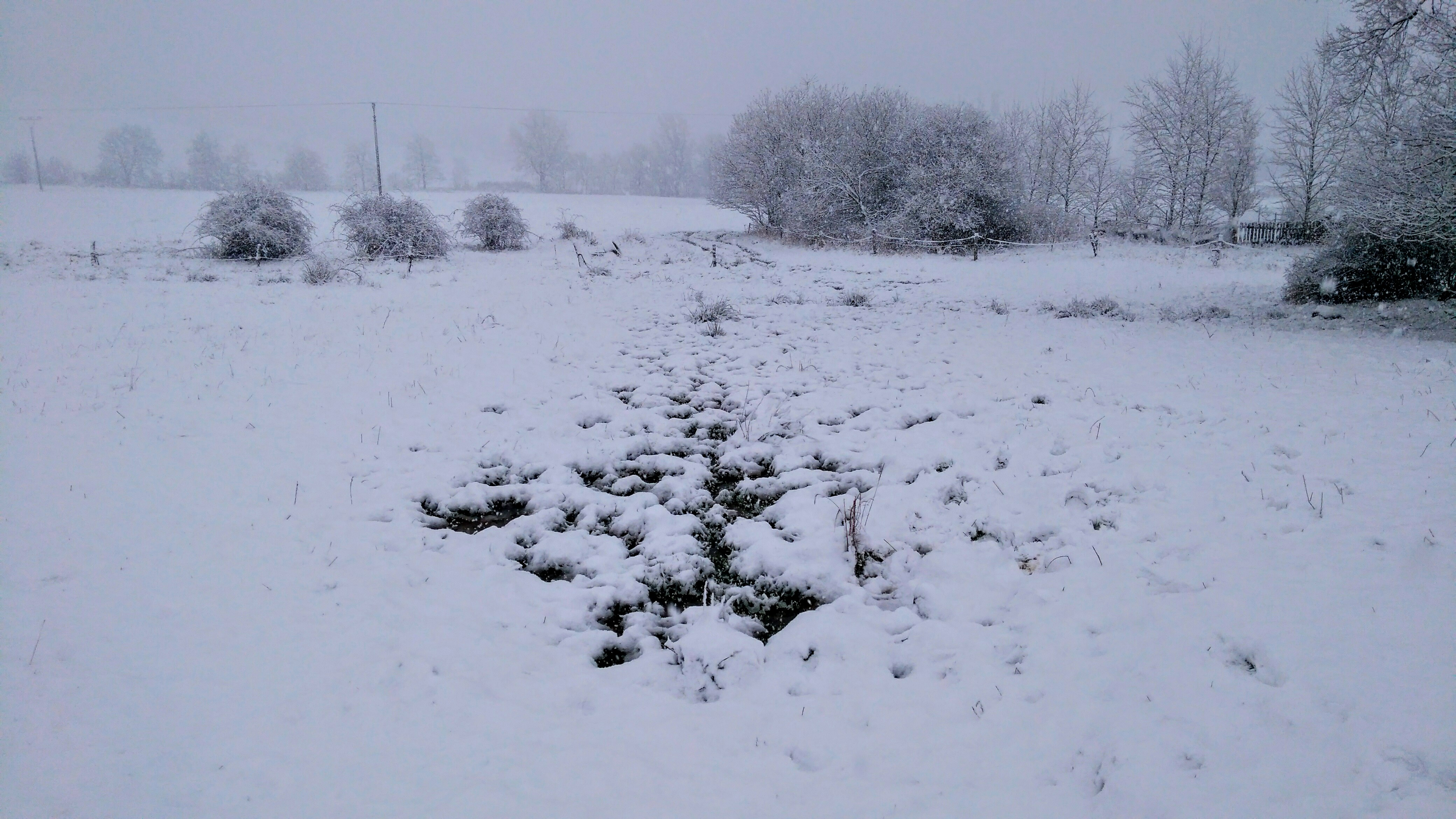
Pramen Olešničky
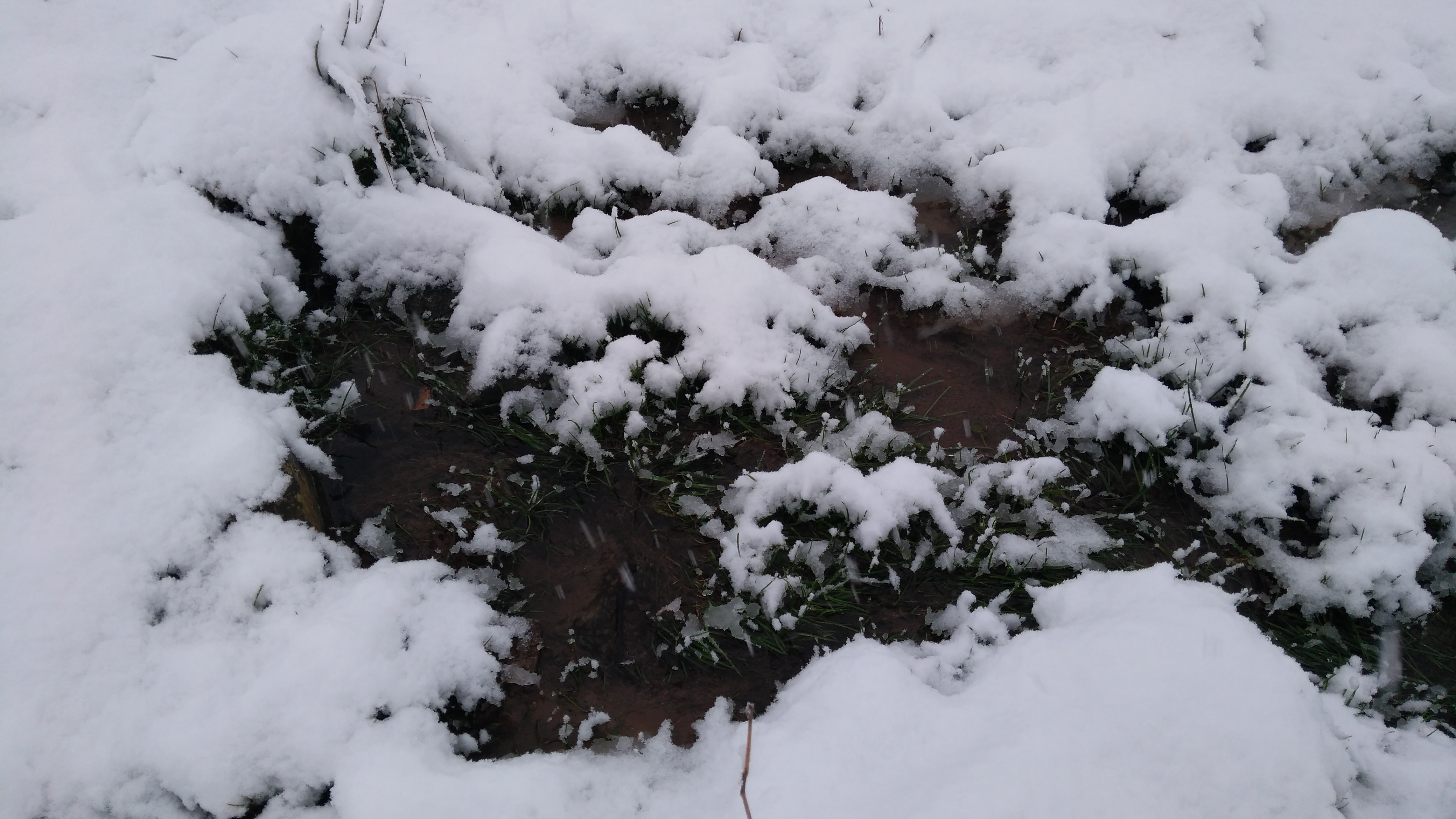
Bližší pohled na pramen
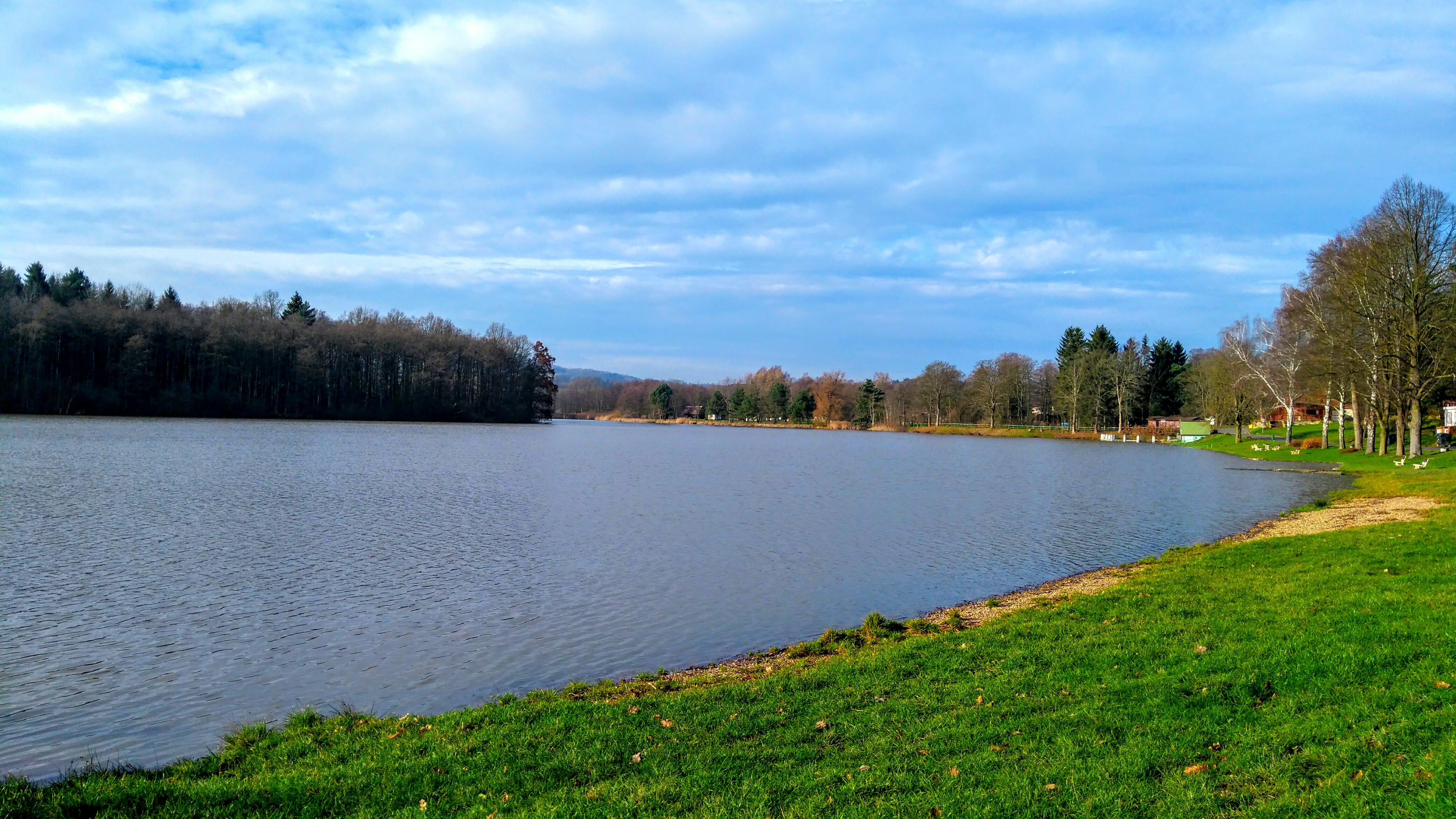
Pláž na severním okraji Olešského rybníka
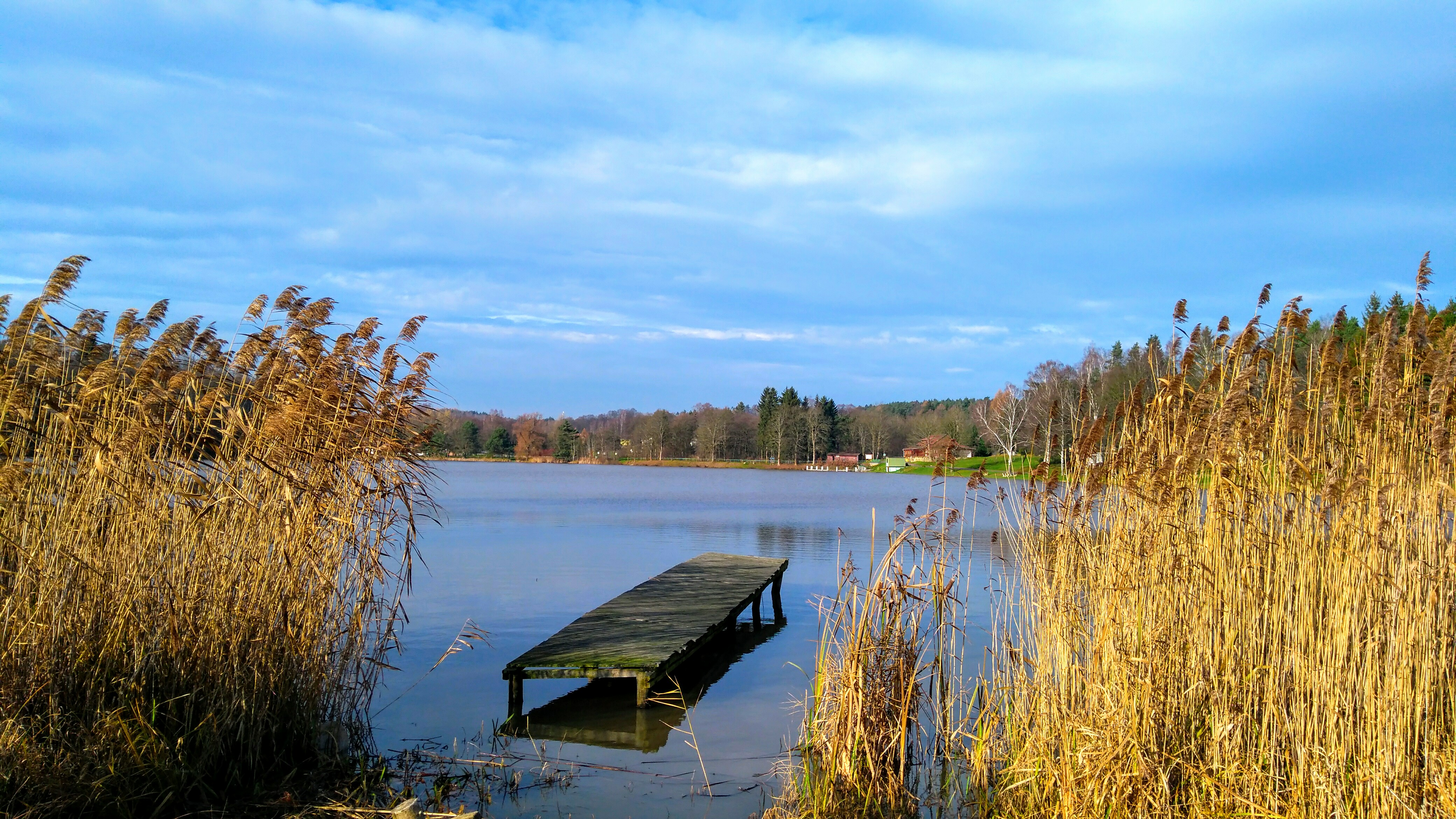
Východní okraj rybníka
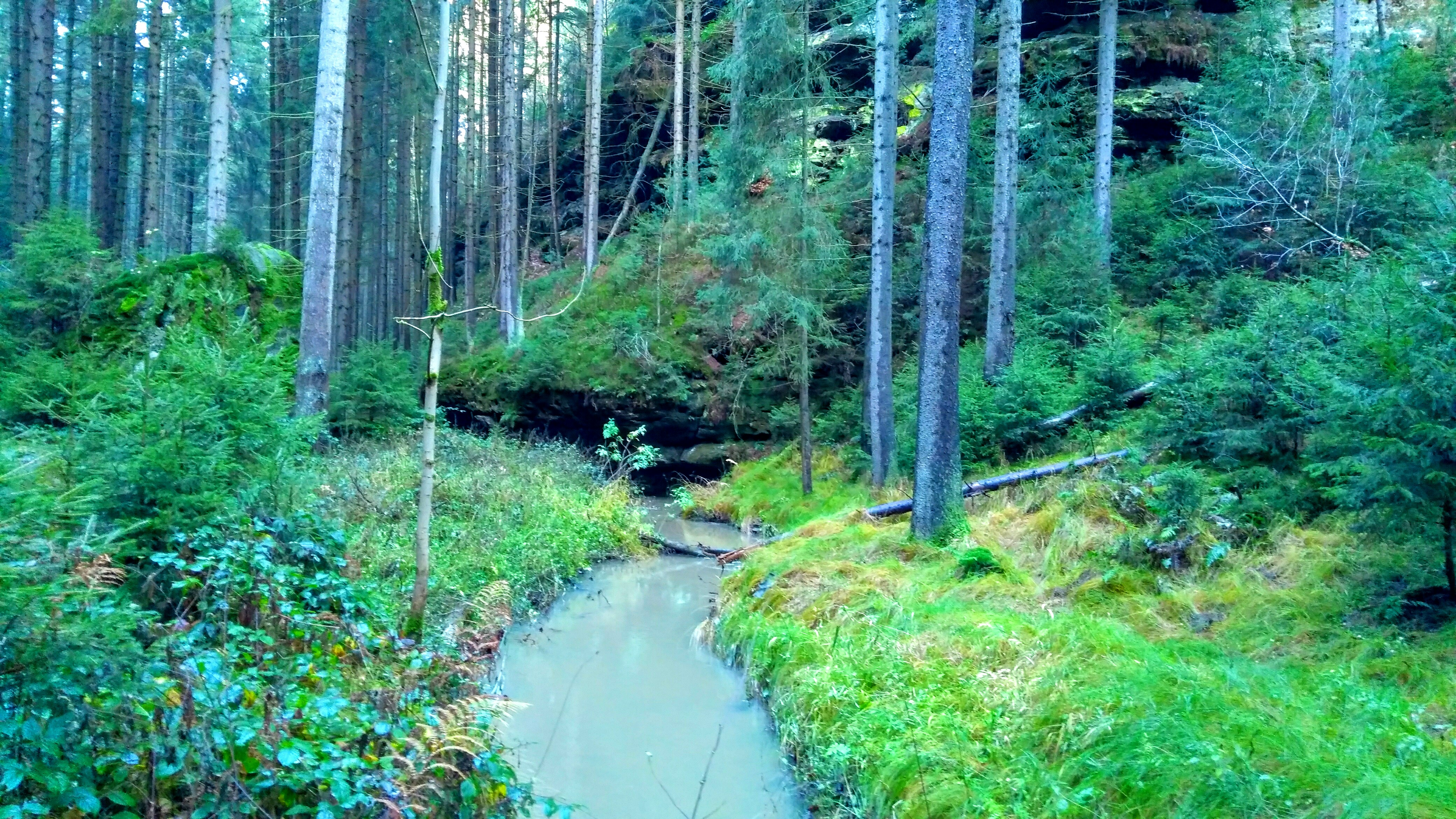
Kaňon Olešničky
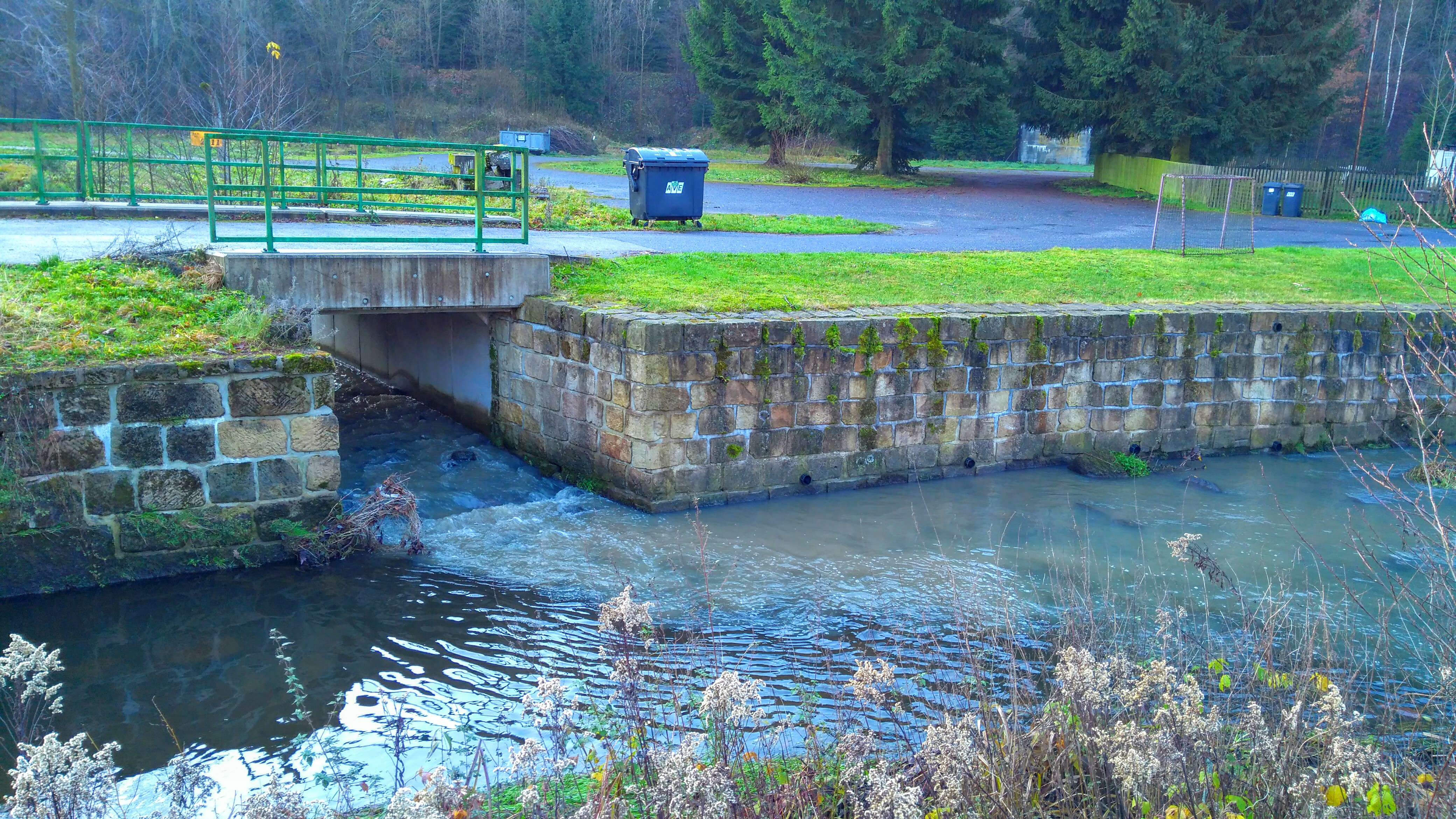
Ústí do říčky Kamenice v Janské